# Alfornelos (stacja metra)
Alfornelos – stacja metra w Lizbonie, na linii Azul. Została otwarta w dniu 15 maja 2004 roku wraz ze stacją Amadora Este, w ramach rozbudowy tej linii do strefy Falagueira w Amadora.
Stacja ta znajduje się na Praça Teófilo Braga. Projekt architektoniczny jest autorstwa Alberto Barradas i malarki Any Vidigal. Podobnie jak najnowsze stacje metra w Lizbonie, jest przystosowana do obsługi pasażerów niepełnosprawnych.